# Nicolae Titulescu (okręg Aluta)
Nicolae Titulescu – wieś w Rumunii, w okręgu Aluta, w gminie Nicolae Titulescu. W 2011 roku liczyła 1271 mieszkańców.